# At-risk students
At-risk student (tradução literal: estudante em risco) é um termo usado nos Estados Unidos para descrever um aluno que requer intervenção temporária ou contínua para ter sucesso acadêmico. At-risk students, às vezes chamados de at-risk youth ou at-promise youth, também são adolescentes com menor probabilidade de fazer a transição para a idade adulta e alcançar a autossuficiência econômica. As características dos At-risk students incluem problemas emocionais ou comportamentais, evasão escolar, baixo desempenho acadêmico, mostrando falta de interesse acadêmico e expressando uma desconexão do ambiente escolar.
Em janeiro de 2020, o governador Newsom da Califórnia mudou todas as referências a "at-risk" para "at-promise".